# Guerre de Succession du Limbourg
Pour les articles homonymes, voir Guerre de Succession.
Batailles
Bataille de Worringen
La guerre de Succession du Limbourg est une série de conflits entre 1283 et 1289 pour la succession du duché de Limbourg.
La bataille de Worringen met fin à cette guerre de succession et voit la victoire du duché de Brabant.